# El Djouf
El Djouf je puščava na severovzhodu Mavretanije in v delu severozahodnega Malija. Je suho območje, polno peščenih sipin in kamene soli. Je del severne Sahare.
Oktobra 1989 so v El Djoufu odkrili meteorit iz ogljikovega hondrita.